# GoEasy Arena
Die GoEasy Arena ist eine Sport- und Leistungszentrum mit zwei Handballhallen in Siggenthal Station, Schweiz und die Heimat des SC Siggenthal und des TV Endingen. Die 2016 fertiggestellte Haupthalle fasst insgesamt 2000 Zuschauer und wurde am 23. Januar 2016 beim Spiel TV Endingen gegen STV Baden offiziell eingeweiht. 1780 Zuschauer verfolgten das Spiel. Am 21. Mai 2016 wurde ein Zuschauerrekord mit 2.197 Fans im Spiel der Nationalliga B gegen den HSC Suhr Aarau aufgestellt, dieser liegt mit 197 Zuschauern über dem offiziellen Fassungsvermögen der Halle.

## Arena
Die GoEasy Arena besteht aus zwei Hallen.
|                             | Halle A                                              | Halle B                                                                        |
| --------------------------- | ---------------------------------------------------- | ------------------------------------------------------------------------------ |
| Spielfeld                   | 44 m × 25,2 m                                        | 44 m × 25,2 m                                                                  |
| Trennwand                   | keine                                                | Falthub                                                                        |
| Aufteilung                  | keine                                                | 1- oder 2-fach                                                                 |
| Tribüne                     | 2.000 (22 Rollstuhlplätze)                           | 300 (mobile Tribüne)                                                           |
| Bodenbelag                  | Hochwertiger, kombielastischer Sportboden            | Hochwertiger, kombielastischer Sportboden                                      |
| Bodenmarkierungen Grossfeld | Handball, Unihockey, Volleyball, Basketball          | Handball, Unihockey, Volleyball, Basketball. Tennis                            |
| Bodenmarkierungen Kleinfeld | keine                                                | 3 × Volleyball, 3 × Unihockey, 3 × Badminton, 2 × Basketball, 3 × Minihandball |
| Bodenhülsen                 | Handball, Volleyball, Faustball, Futsal, Kunstturnen | Handball, Volleyball, Badminton, Geräteturnen, Faustball, Futsal               |

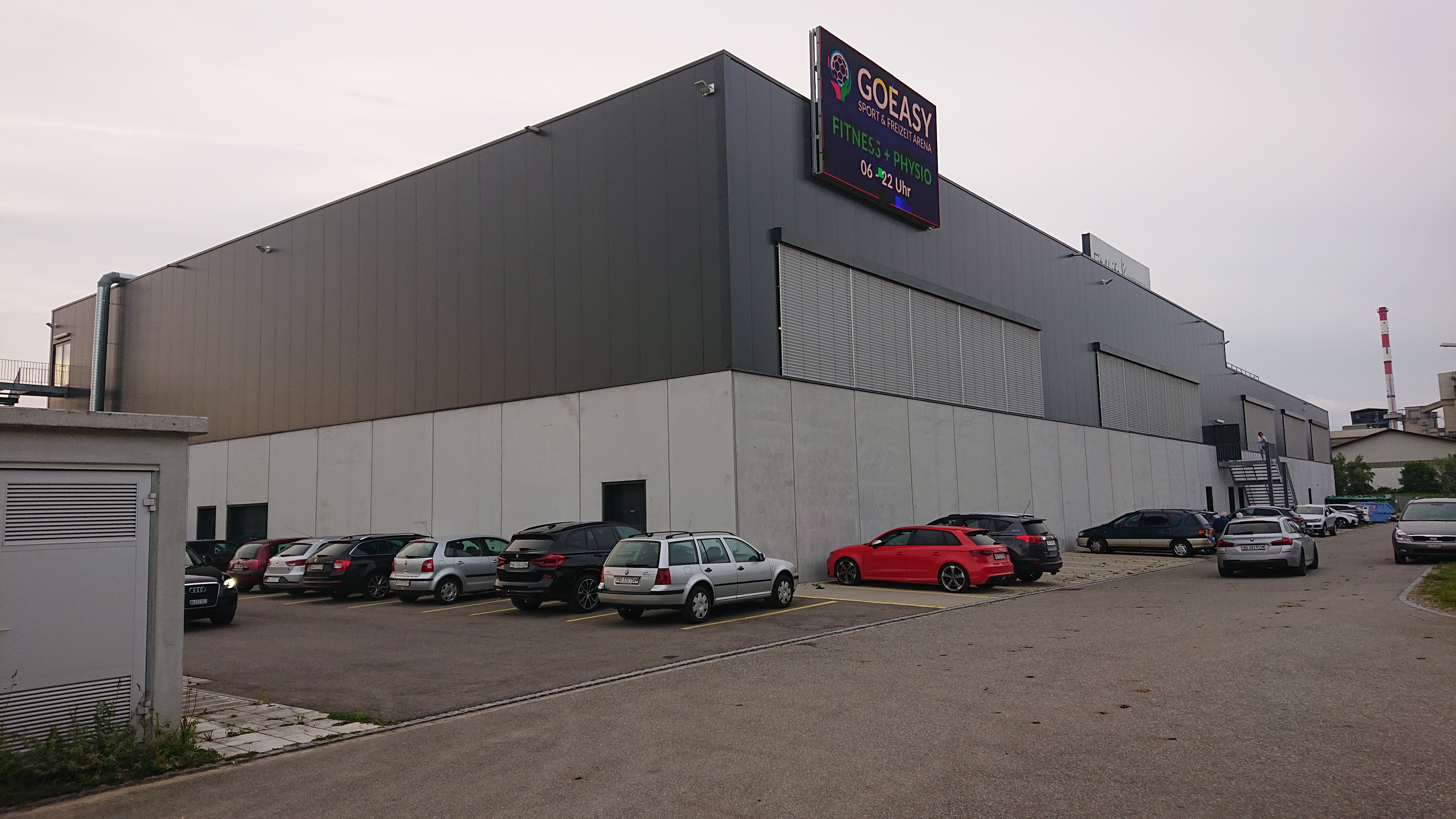
GoEasy Arena Siggenthal Ostseite

Darüber hinaus verfügt die Arena über ein Hotel mit 57 Betten in 21 Zimmern, einem eigenen Restaurant, 12 Bowlingbahnen und einem Fitnesscenter.